# Luiz Felipe Faria de Azevedo
Luiz Felipe Faria de Azevedo (Vitória, 8 ottobre 1964) è un ex cestista brasiliano.

## Carriera
Con il Brasile ha disputato i Giochi olimpici di Seul 1988, i Campionati mondiali del 1990 e due edizioni dei Campionati americani (1988, 1989).